# Saint-Didier-au-Mont-d'Or
Saint-Didier-au-Mont-d'Or è un comune francese di 6.403 abitanti situato nella metropoli di Lione della regione Alvernia-Rodano-Alpi.

## Economia
È una delle più ricche comunità residenziali dei sobborghi di Lione. Nel 2007, è la seconda città della provincia per reddito pro capite ( 30.538 € contro una media nazionale di 15 849 € ).

## Amministrazione

### Gemellaggi
- Campagnano di Roma.

## Società

### Evoluzione demografica
Abitanti censiti